# Вівчарик білогорлий
Вівча́рик білогорлий (Phylloscopus presbytes) — вид горобцеподібних птахів родини вівчарикових (Phylloscopidae). Мешкає в Індонезії і Східному Тиморі. Раніше вважався конспецифічним з Phylloscopus floresianus.

## Опис
Довжина птаха становить 11 см. Верхня частина тіла тьмяно-рудувато-оливкова. Тім'я коричневе, на тімені світла, тьмяно-жовтувата смуга. Над очима довгі жовтувато-білі "брови", через очі ідуть оливково-коричневі смуги. Щоки і скроні жовтувато-білі. Верхні покривні пера крил на кінці жовтуваті. Хвіст коричневий, 3 пари крайніх стернових пер знизу білі. Нижня частина тіла світло-жовтувато-біла, горло біле. Груди поцятковані жовтими смужками. Живіт і надхвістя яскраво-жовті. Очі темно-карі, дзьоб зверху темний, знизу жовтий. Лапи темно-сірі. Виду не притаманний статевий диморфізм. Молоді птахи мають більш коричневе забарвлення, смуги на тімені у них відсутні.

## Поширення і екологія
Білогорлі вівчарики мешкають на островах Тимор і Атауро. Вони живуть у вологих рівнинних і гірських тропічних лісах і в рідколіссях. Зустрічаються поодинці або парами, на висоті до 2300 м над рівнем моря. Іноді приєднуються до змішаних зграй птахів. Живляться комахами та іншими дрібними безхребетними. 